# Haltepunkt Dortmund Möllerbrücke

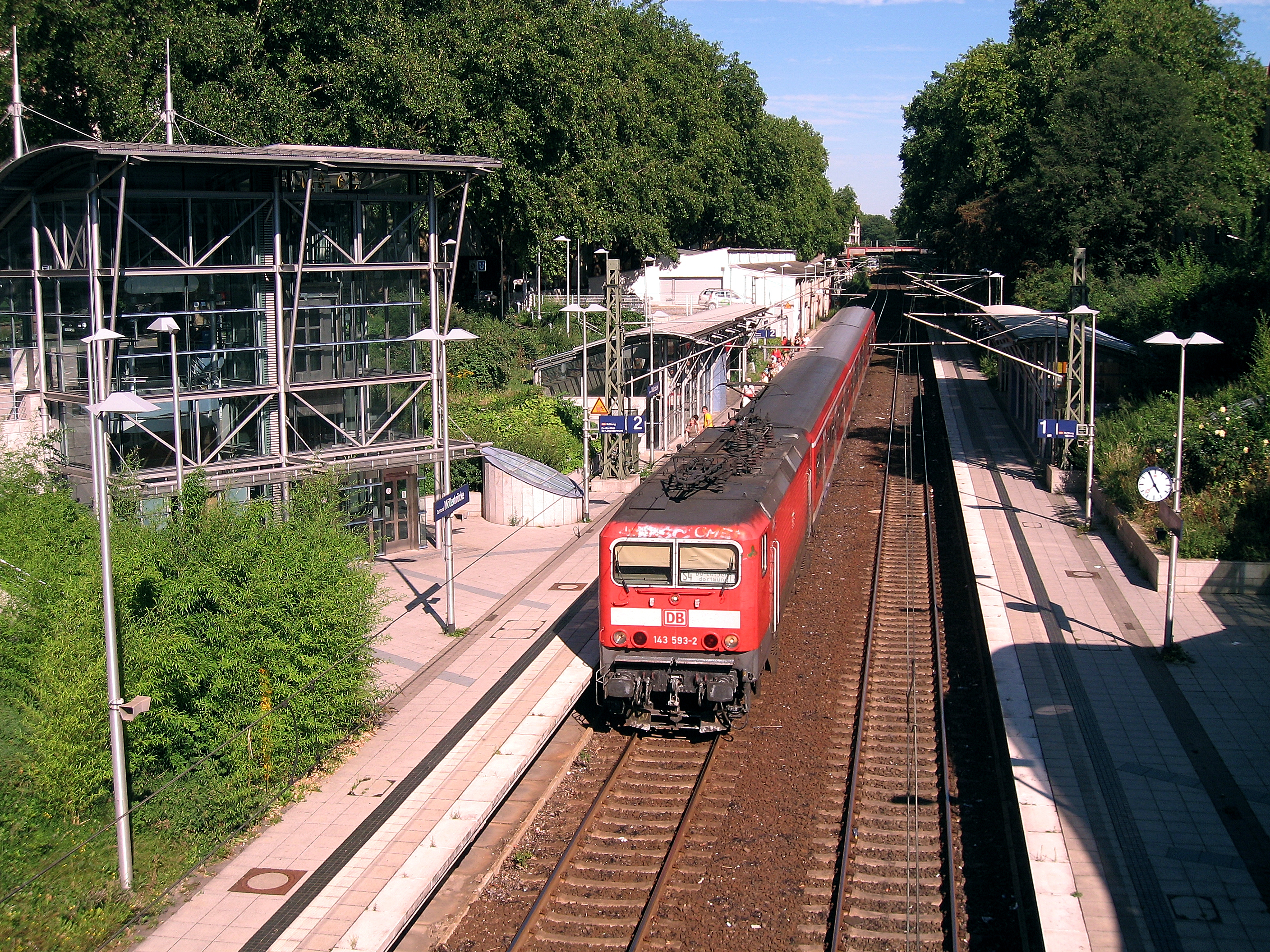
S-Bahn im Bahnhof Möllerbrücke

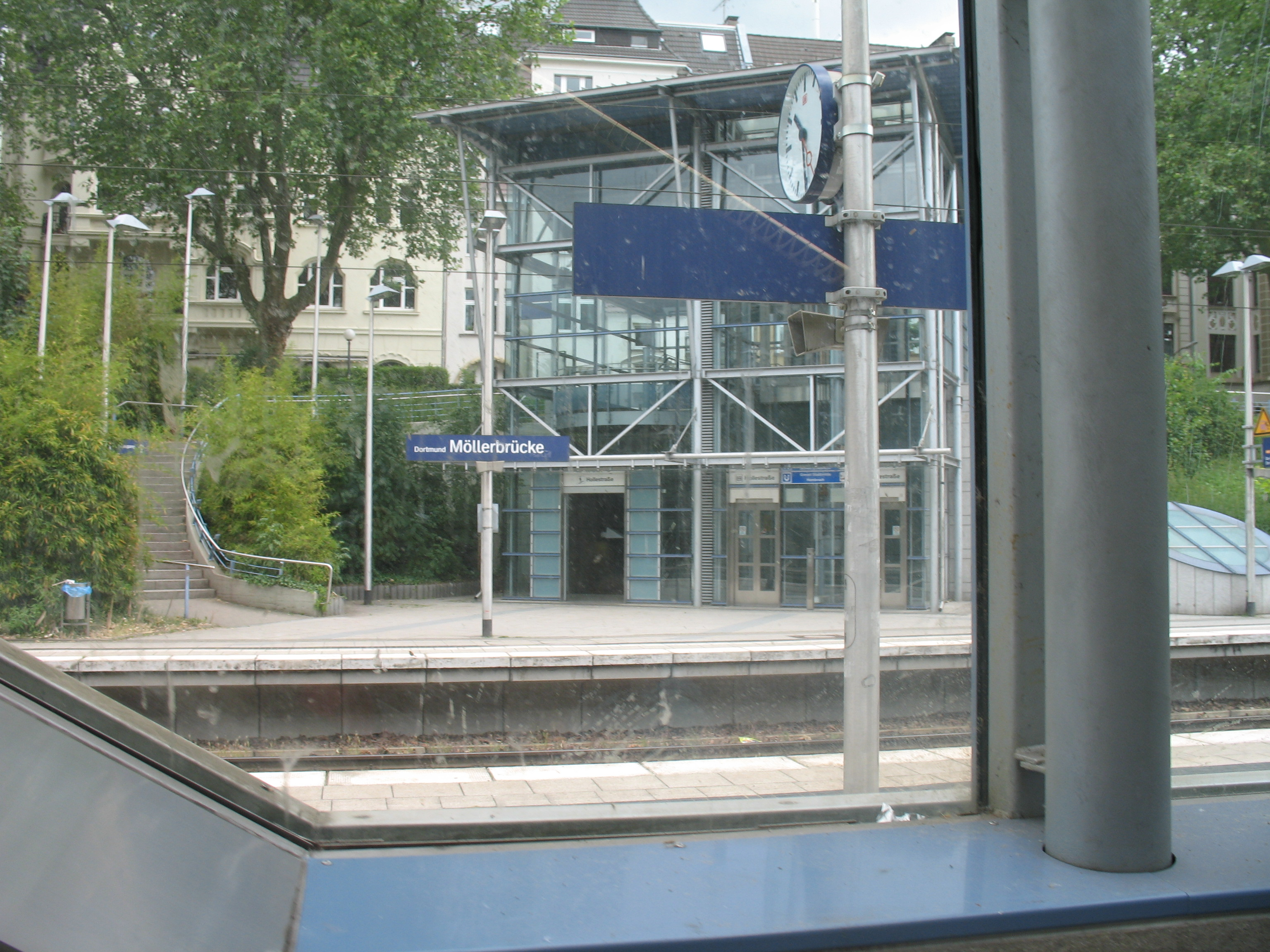
Zugang zum Stadtbahnbereich

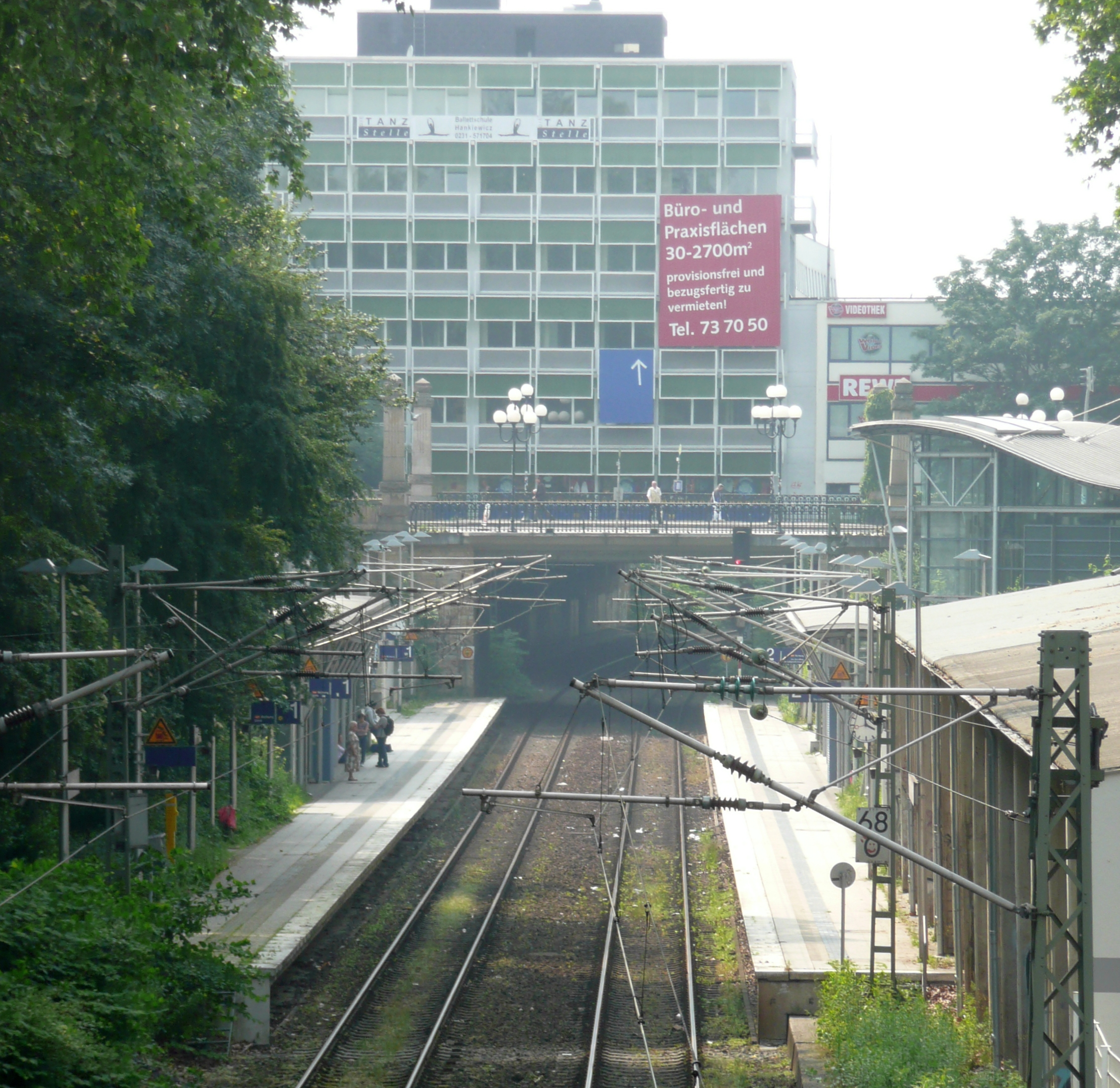
Bahnhof Möllerbrücke mit einem Teil des Bürokomplexes, in dem die SfH untergebracht ist.

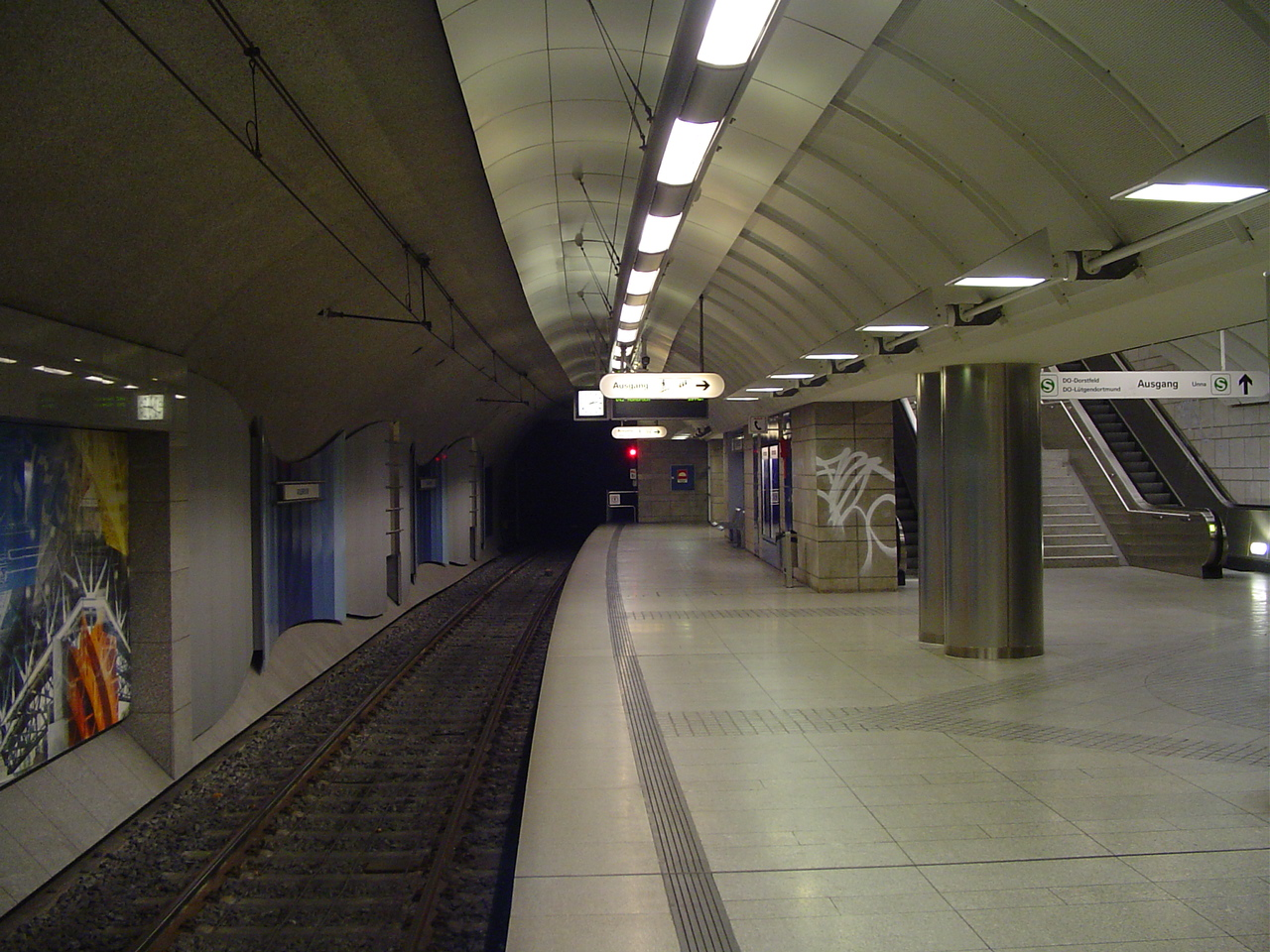
Stadtbahn-Station Möllerbrücke

Der Haltepunkt Dortmund Möllerbrücke ist ein Verkehrsknotenpunkt im Südwesten der Dortmunder Innenstadt unweit des Kreuzviertels und des Westparks. Der oberirdische Teil wird von der Linie S4 der S-Bahn Rhein-Ruhr angefahren, der unterirdische Teil von der Linie U42 der Stadtbahn Dortmund. Die S-Bahn verkehrt alle zwanzig Minuten von Unna zum Bahnhof Dortmund-Lütgendortmund, die U42 alle zehn Minuten von Dortmund-Hombruch nach Grevel. Er liegt an der historischen Ruhrgebietsstrecke der Rheinischen Eisenbahngesellschaft.

## Geschichte
Bereits 1910 wurde an der Stelle des heutigen S-Bahnhaltepunktes eine Blockstelle errichtet. Seit 1925 existiert an der Stelle außerdem eine gleichnamige Straßenbahnhaltestelle, die seit dem 16. Juni 2002 als unterirdisch gelegene Stadtbahnstation der Linie U42 betrieben wird. Eisenbahnzüge halten seit dem 26. Mai 1963. Zunächst verkehrten Akkutriebzüge vom Typ 515, seit 1980 n-Wagen mit 212ern. Seit dem 3. Juni 1984 fuhren x-Wagen, zunächst bespannt mit Lokomotiven der Baureihe 111, ab 1995 abgelöst durch die Baureihe 143. Im Dezember 2011 wurde auch die S4 auf Triebwagen der Baureihe 422 umgestellt, 143er mit x-Wagen waren seitdem noch bis zum Fahrplanwechsel 2019 sporadisch als Verstärkerzüge anzutreffen.
Unmittelbar neben dem S-Bahn-Haltepunkt überspannt ein Bürogebäude die Gleise der S4. In diesem Gebäude ist die Stiftung für Hochschulzulassung untergebracht.

## Architektonische Besonderheit
Der Stadtbahnhof wurde von den Architekten Kopka und Theil gestaltet und im Jahre 2002 eröffnet. Das Gestaltungsthema des Stadtbahnhofs lautet „Brücken“, die verwendeten Materialien greifen den Ruhrsandstein der Möllerbrücke auf.

## Linien
Der Bahnhof wird von einer Linie der S-Bahn Rhein-Ruhr angefahren:
| Linie | Verlauf | Takt                                              |
| ----- | --- | ------------------------------------------------- |
| S 4   | DO-Lütgendortmund – DO-Somborn – DO Germania – DO-Marten Süd – DO-Dorstfeld – Dortmund West – DO-Möllerbrücke – DO-Stadthaus – DO-Körne West – DO-Körne – DO-Knappschaftskrankenhaus – DO-Brackel – DO-Asseln Mitte – DO-Wickede West – DO-Wickede – Massen – Unna-Königsborn – Unna West – Unna Stand: Fahrplanwechsel Dezember 2023 | 30 min 15 min (Lütgendortmund–Königsborn zur HVZ) |

und von der Stadtbahnlinie U42 angefahren:
| Linie | Verlauf |        |
| ----- | --- | ------ |
|       | DO-Grevel – Droote – Scharnhorst Zentrum – Flughafenstraße – Gleiwitzstraße – Kirchderne – Franz-Zimmer-Siedlung – Schulte Rödding – Bauernkamp – An den Teichen – Burgholz – Eisenstraße – Glückaufstraße – U Brunnenstraße – U Brügmannplatz – U Reinoldikirche – U Stadtgarten – U Städtische Kliniken – U DO-Möllerbrücke – U Kreuzstraße – Theodor-Fliedner-Heim – An der Palmweide – Am Beilstück – Barop Parkhaus – Eierkampstraße – Harkortstraße – Hombruch Hallenbad – Dortmund, Grotenbachstraße Diese Linie verkehrt auf der Stammstrecke II | 10 min |